# 桜川博子
桜川 博子（さくらかわ ひろこ 、1984年〈昭和59年〉3月12日 - ）は、日本の女優である。
ヨガの国際ライセンスを持ち、ヨガ指導者としても活動している。
特技は、ヨガ（全米ヨガアライアンスRYT500）、書道（8段）、ピアノ、新体操。
趣味は、山登りとカレー屋さんめぐり。

## 出演

### テレビドラマ
- 捜査検事・近松茂道「古都金沢〜能登殺人情話」（2003年、テレビ東京・BSジャパン） - 岩崎佳子 役
- WATER BOYS（2003年、フジテレビ） - レギュラー、奈美 役
- 茂七の事件簿3 ふしぎ草紙第四話「迷い鳩」（2003年、NHK総合） - おつね 役
- エースをねらえ!（2004年、テレビ朝日） - レギュラー、伊藤瞳 役
- 加藤家へいらっしゃい! 〜名古屋嬢っ〜（2004年、名古屋テレビ） - 純カネトリオ 弥生 役（レギュラー）
- ほーむめーかー（2004年、TBS） - カメラマン 役
- ザ・ボディガード（2004年） - 篁春香 役
- 特命刑事徳田左近「時効」（2004年） - 植松美紀 役
- ハチロー〜母の詩、父の詩〜（2005年、NHK総合） - 音子 役
- 救命病棟24時第3シリーズ第八話（2005年、フジテレビ） - 江畑美佐 役
- 名奉行! 大岡越前 第1「シリーズ第七話 「昔の女・閻魔堂一件」（2005年、テレビ朝日） - お久美 役
- 1リットルの涙（2005年、フジテレビ） - 美咲 役
- あいのうた（2005年、日本テレビ） - カフェ店員 役
- 繋がれた明日（2006年、NHK総合） - 津吹ゆかり 役
- 都立水商!（2006年、日本テレビ） - 高橋美香 役
- 百鬼夜行抄第二話「目隠し鬼」（2007年、日本テレビ） - 日高澄子 役
- 暖流（2007年、毎日放送）
- 麗わしき鬼（2007年、東海テレビ）
- 多摩南署たたき上げ刑事・近松丙吉第7作「不幸な雨」（2007年、テレビ東京・BSジャパン） - 棚橋麻子 役
- 三代目のヨメ!（2008年、TBS）
- 相棒seeson6最終話「黙示録」（2008年、テレビ朝日） - 富山里美 役
- オトコマエ!（2008年、NHK総合）
- Cafe吉祥寺で（2008年、テレビ東京）
- 特命係長 只野仁第35話（2009年、テレビ朝日）
- RESCUE〜特別高度救助隊第五話（2009年、TBS）
- ママはニューハーフ20・21話（2009年、テレビ東京） - 小田真里 役
- 侍戦隊シンケンジャー第八幕（2009年、テレビ朝日） - 花嫁 役
- BOSS1stシーズン第二話（2009年、フジテレビ）
- 臨場第五話（2009年、テレビ朝日）
- ぼくの妹5・6・7話（2009年、TBS） - 看護師 役
- 名探偵の掟第六話（2009年、テレビ朝日） - 三井カトリーヌ 役
- 浅見光彦〜最終章〜6・7話（2009年、TBS） - 木藤景子 役
- 咲くやこの花8話（2010年、NHK総合）
- タンブリング（2010年、TBS）
- 特上カバチ!（2010年、TBS）
- 隠密八百八町正月時代劇隠密秘帳（2010年、NHK総合） - 榊多鶴 役
- SPEC〜警視庁公安部公安第五課 未詳事件特別対策係事件簿〜第八話（2010年、TBS） - 看護師 役
- 獣医ドリトル第九話（2010年、TBS）
- LADY〜最後の犯罪プロファイル〜第三話（2011年、TBS） - 中込明子 役
- おとり捜査官・北見志穂第15作（2011年、テレビ朝日） - 小島里佳 役
- JIN-仁-第二期（完結編）第五話（2011年、TBS） - お初 役
- 絶対零度〜未解決事件特命捜査〜Special（2011年、フジテレビ） - 看護師 役
- 警視庁失踪人捜査課Special（2011年、ABC・テレビ朝日） - 横田彩 役
- DOCTORS〜最強の名医〜第一シリーズ 第三話（2011年、テレビ朝日） - 研修医 役
- 最高の人生の終り方〜エンディングプランナー〜第六話（2012年、TBS） - 保育士 役
- 嘘の証明 犯罪心理分析官・梶原圭子第1作（2012年、テレビ東京・BSジャパン） - ジュエリーショップ店員 役
- Answer〜警視庁検証捜査官第二話（2012年、テレビ朝日） - 林光代 役
- 梅ちゃん先生64・65話（2012年、NHK総合）
- 温泉若おかみの殺人推理第24作（2012年、テレビ朝日） - レポーター 役
- そこをなんとか第六話（2012年、NHK BSプレミアム）
- 警視庁・捜査一課長第2作（2013年、テレビ朝日） - 白石佳澄 役
- 温泉女将ふたりの事件簿第3作（2013年、テレビ東京・BSジャパン） - 遠藤紗江 役
- さよなら私（2014年、NHK総合） - 幼稚園の先生 役
- リーガル・ハイスペシャル（2014年、フジテレビ）
- デート〜恋とはどんなものかしら〜第3話（2015年2月2日、フジテレビ系） - 庄田美紀 役
- グッドパートナー 無敵の弁護士第1話（2016年4月21日、テレビ朝日系） - 牧田あかね 役

- 終着駅シリーズ第30作（2016年6月25日、テレビ朝日系） - 中川有希 役
- 渡る世間は鬼ばかり 2016年スペシャル 前篇（2016年9月18日、TBS系） - 旅行社社員 役
- ツバキ文具店（2017年、NHK総合） ‐ 佐倉桜 役
- 警視庁・捜査一課長season2　最終話（2017年、テレビ朝日） ‐ 椎名鈴江 役
- 鉄道捜査官第18作（2018年、テレビ朝日） - ホテル従業員 役
- 真犯人（2018年、WOWOW）
- 我が家のヒミツ第4回・最終回（2019年、NHK BSプレミアム） - ウグイス嬢 役
- 特命刑事 カクホの女第2シリーズ 第5話（2019年、テレビ東京）
- テセウスの船 第1話（2020年、TBS系） - 看護師 役
- 風の向こうへ駆け抜けろ（2021年、NHK総合） - 誠の母 役
- 正直不動産（2022年、NHK総合） - 島村貴子 役
- 女神の教室〜リーガル青春白書〜第9話（2023年、フジテレビ系） - 風見栞 役
- 好きなオトコと別れたい 第5話（2024年5月2日、テレビ東京） - 優美の母 役[1]

### 映画
- 花とアリス（2004年）
- 舞妓Haaaan!!!（2007年）
- 君が踊る、夏（2010年）

### CM
- 日清食品 江戸そば・京うどん（2005年）
- 日清食品 ラ王〜バージョンアップ篇〜（2006年）
- カメラのさくらや （2006年）
- NTTグループ 「人と地球のコミュニケーション」雑誌広告（2007年）
- 東京シティ競馬 新聞広告（2007年）
- 積和不動産 MAST（2007年〜2009年）
- AMO'S STYLE by Triumph MOVIE〜雪ちゃんと七人のブラなど〜（2010年） - 主演:雪子 役
- TOYOTA NOAHノア検証隊MOVIE（2010年〜2013年）
- マイクロソフト〜やっぱりいいね！Windows PC〜web（2011年）
- 三ツ矢サイダー 〜母の想い篇〜（2012年）
- ネスカフェアンバサダー 〜オフィスに笑顔を咲かせよう篇〜（2013年）
- PILOT アクロボール〜どこでもお試し/靴売り場篇〜（2014年〜）
- NTT Docomo〜特ダネを追え！ドコモ光パック篇〜（2015年）

## 脚註
1. ↑  桜川博子オフィシャルブログ| 2024-04-03 ドラマ出演のお知らせ |今夜スタートの新ドラマ#好きなオトコと別れたい （主演：堀田茜さん× 毎熊克哉さん）の第5話に出演させていただきます✨